# 伊勒呼里山
51°19′14″N 124°04′04″E / 51.320532°N 124.067797°E
伊勒呼里山（穆麟德轉寫：Ilhūri Alin，又作衣尔呼里山、衣勒古尔山、衣尔库里山，据称源自索伦话，清代被旗人坊间广泛解作满文“顺松子岭”（ᡳᠯᡥᡡ
ᡥᡡᡵᡳ
ᠠᠯᡳᠨ，Ilhū hūri alin），是大兴安岭北段向东的一条支脉；东西走向，长约300公里。另一说“伊勒呼里”一名来自满语，意为“松子”（满文“松子”ᡥᡡᡵᡳ，hūri 或“空壳松子”ᡠᠯᡠ，ulu）。
主峰为伊勒呼里山西端与雉鸡场山相接处的大白山（51°17′48.4″N 123°07′34.0″E / 51.296778°N 123.126111°E），海拔1528.7米，是大兴安岭北部的最高峰。大白山位于黑龙江省大兴安岭地区呼源镇亚里河分场以西南的呼中自然保护区与内蒙古自治区鄂伦春自治旗甘河镇（甘河林业局）乌里特林场原源江林场八队交界处，小洛杭纳霍玛鲁河（山洛杭纳霍马鲁河）、乌里特河部分支流发源于此。

## 走向与水文
伊勒呼里山为嫩江与呼玛河水系的分水岭，也是嫩江与汗达河、宽河的分水岭；西接大兴安岭主脉、雉鸡场山；向东直至奴依河源（51°39′36″N 125°07′05″E / 51.660127°N 125.117983°E）处仍是鄂伦春自治旗（东部由大兴安岭地区代管）和大兴安岭地区的辖区边界；进而大兴安岭地区辖区内向东南延伸至小兴安岭交界（51°08′57″N 126°21′10″E / 51.149063°N 126.352807°E）处。伊勒呼里山低缓，主脉北坡极其平缓，南坡稍陡，但向北的支脉比较陡峻，而向南的支脉极其低缓。很多向北的支脉高度都超过主脉高度，如海拔1249米的卡尔加山（51°53′14″N 124°12′21″E / 51.887189°N 124.205703°E）、海拔1268.4米的松合义东山（51°44′25″N 123°54′34″E / 51.740189°N 123.909502°E）对应主脉（分水岭）位置均在1000米左右，北侧隔卡马兰河与额木尔山相接，但主脉由于其平缓仍成为重要的分水岭。南侧支脉主要山坡有海拔830米的石头山（51°02′56″N 125°14′16″E / 51.048985°N 125.237721°E）等。

## 生态
该地区森林资源丰富，是中国重要的原始针叶林区。
当地生活着熊瞎子和林貂。